# 都市迷彩

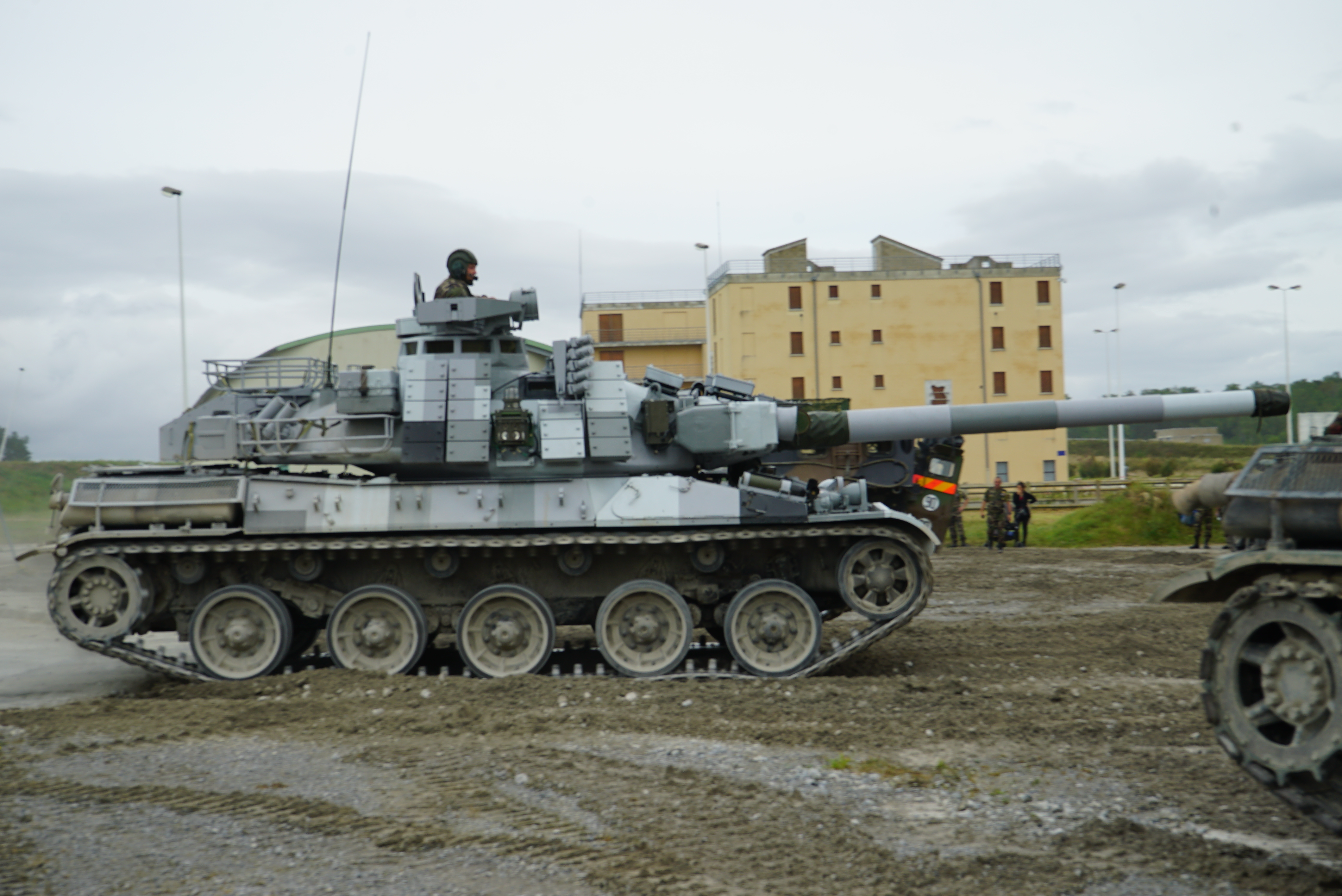
都市迷彩を施されたフランス陸軍のAMX-30B2。

都市迷彩 (としめいさい 英語: Urban camouflage) は、市街戦で車両や兵士を目立ちにくくするために使用される迷彩パターン、および迷彩技術の呼称である。
野戦で使用される迷彩が、対象を自然物（森林、砂漠など）に溶け込ませるため緑色・茶色・サンド色などを使用し曲線的なパターンが採用されるのに対し、都市迷彩では黒・白・灰などの色を直線的に配置する例が多く見られる。

## 歴史
冷戦時代、西ドイツに駐留していたイギリス陸軍は「ベルリン迷彩」(英語: Berlin camouflage)と呼ばれる直線的でコントラストの強い迷彩パターンを使用していた。
アメリカ軍は1980年代から90年代に掛けて都市迷彩を含む迷彩パターンの研究を行っており、Terrain Analysis System（地形分析システム, TAS）によって様々な地形のデータを収集した。TASはデジタル化された風景写真を数値データ化し、戦場となる地形状況によってどのような色がどんな割合で含まれるか、というデータを数値化した。TASによって得られたデータはアメリカ軍における都市迷彩の開発にも使用された。
アメリカ海兵隊は1994年にMilitary Operations on Urbanized Terrain（市外化地域における軍事作戦, MOUT）と呼ばれる研究プログラムで戦闘服用の都市迷彩パターンを開発し、1999年の市街戦演習『アーバン・ウォリアー』で試験的に使用されたが、正式採用はされなかった。
アメリカ陸軍は2000年代に入りACUと呼ばれる新型戦闘服を開発し、この中でUCP（Universal Camouflage Pattern）と呼ばれる灰緑色を基調とした、市街地でも野戦でも効果を発揮するとされる新しい迷彩パターンを開発し採用した。

## 画像

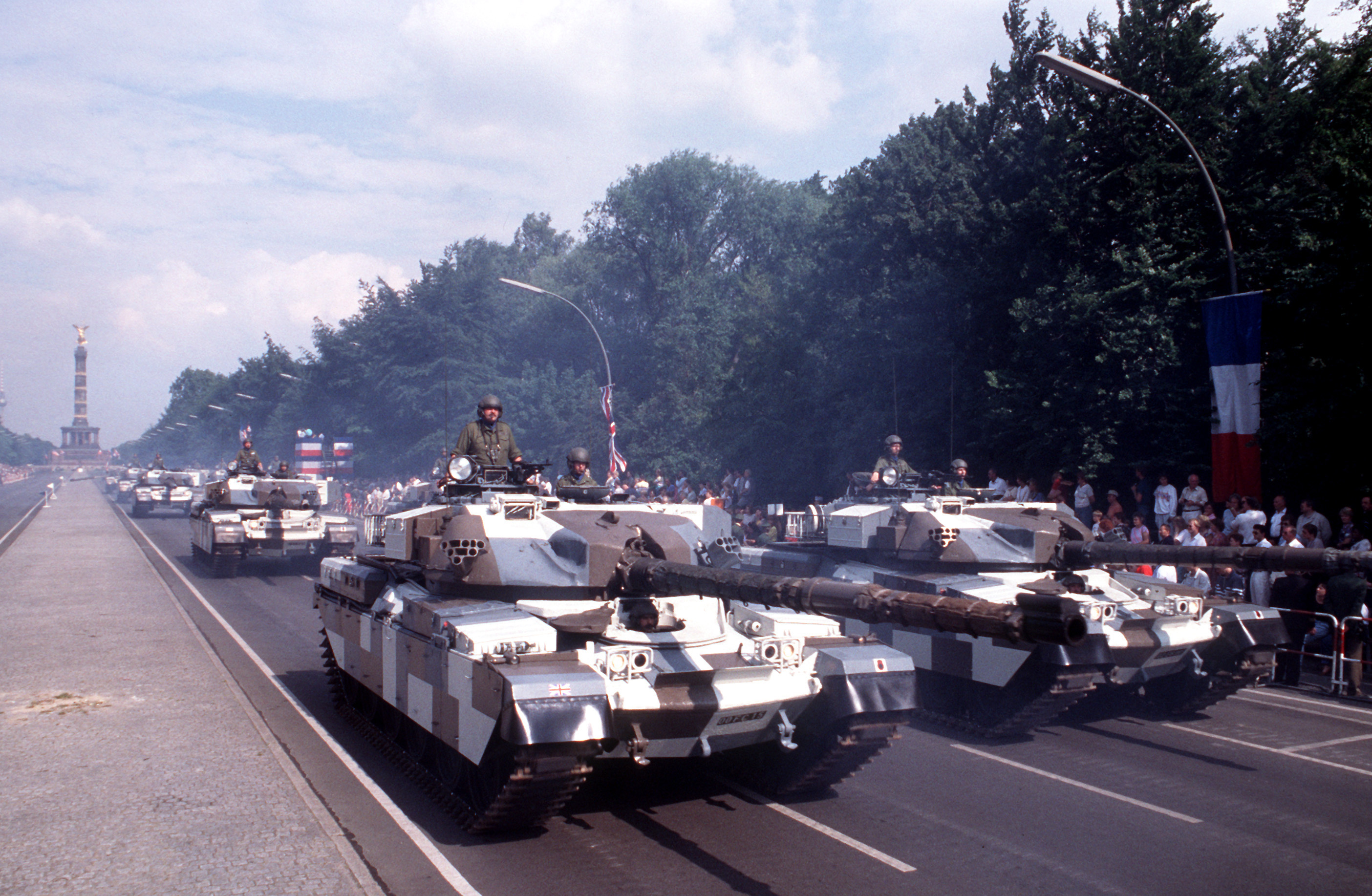
ベルリン迷彩を施されたイギリス陸軍のチーフテン。
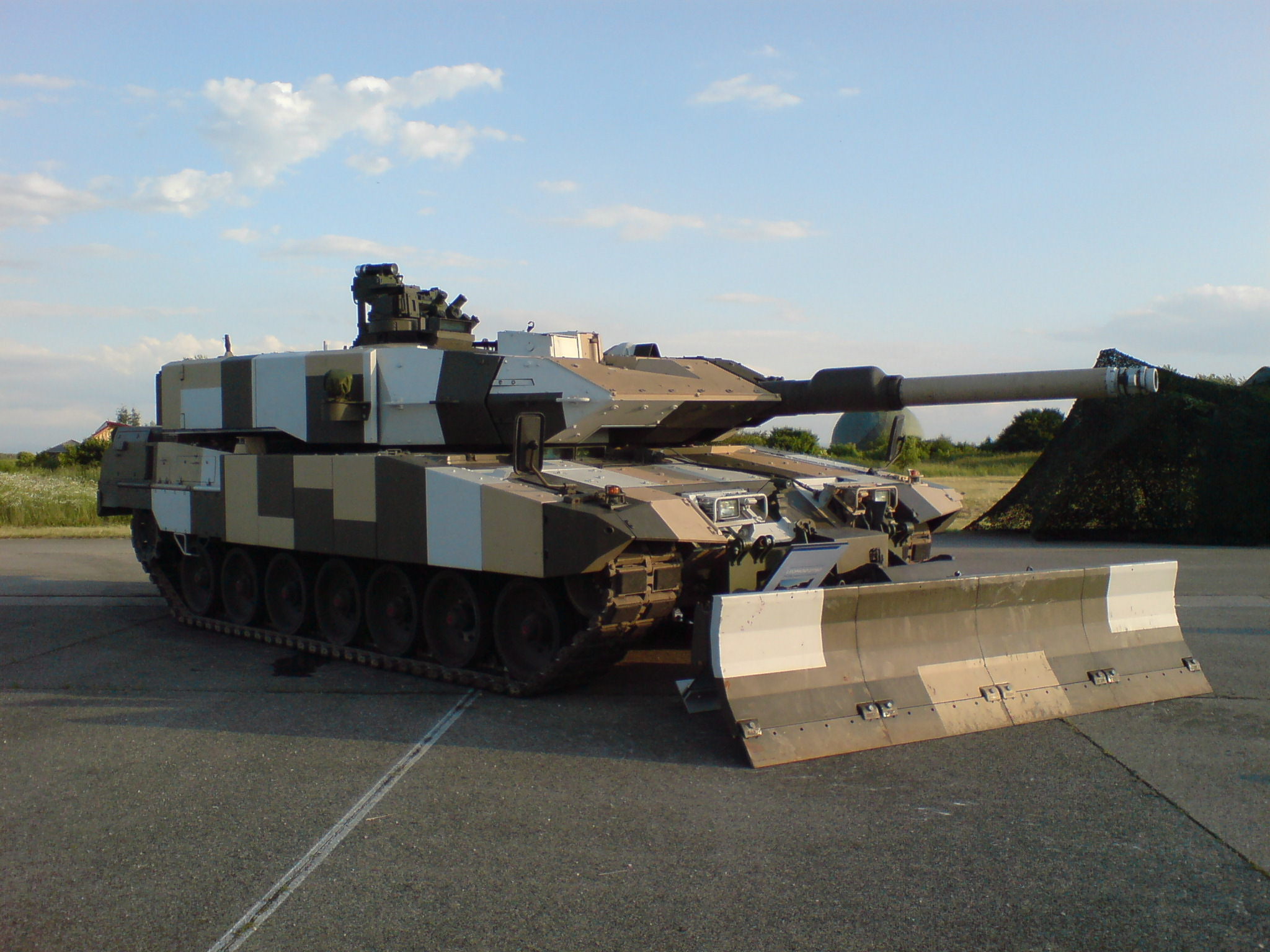
都市迷彩を施されたレオパルト2PSOの試作車。
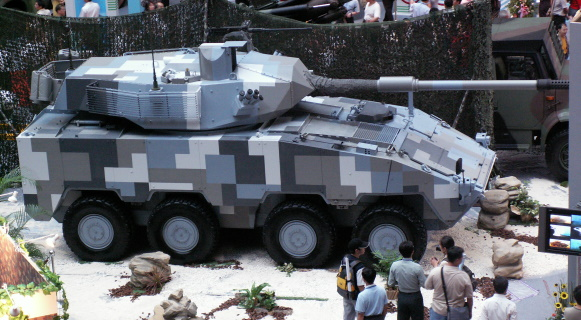
都市迷彩を施された台湾陸軍のCM-32"雲豹"装甲車。
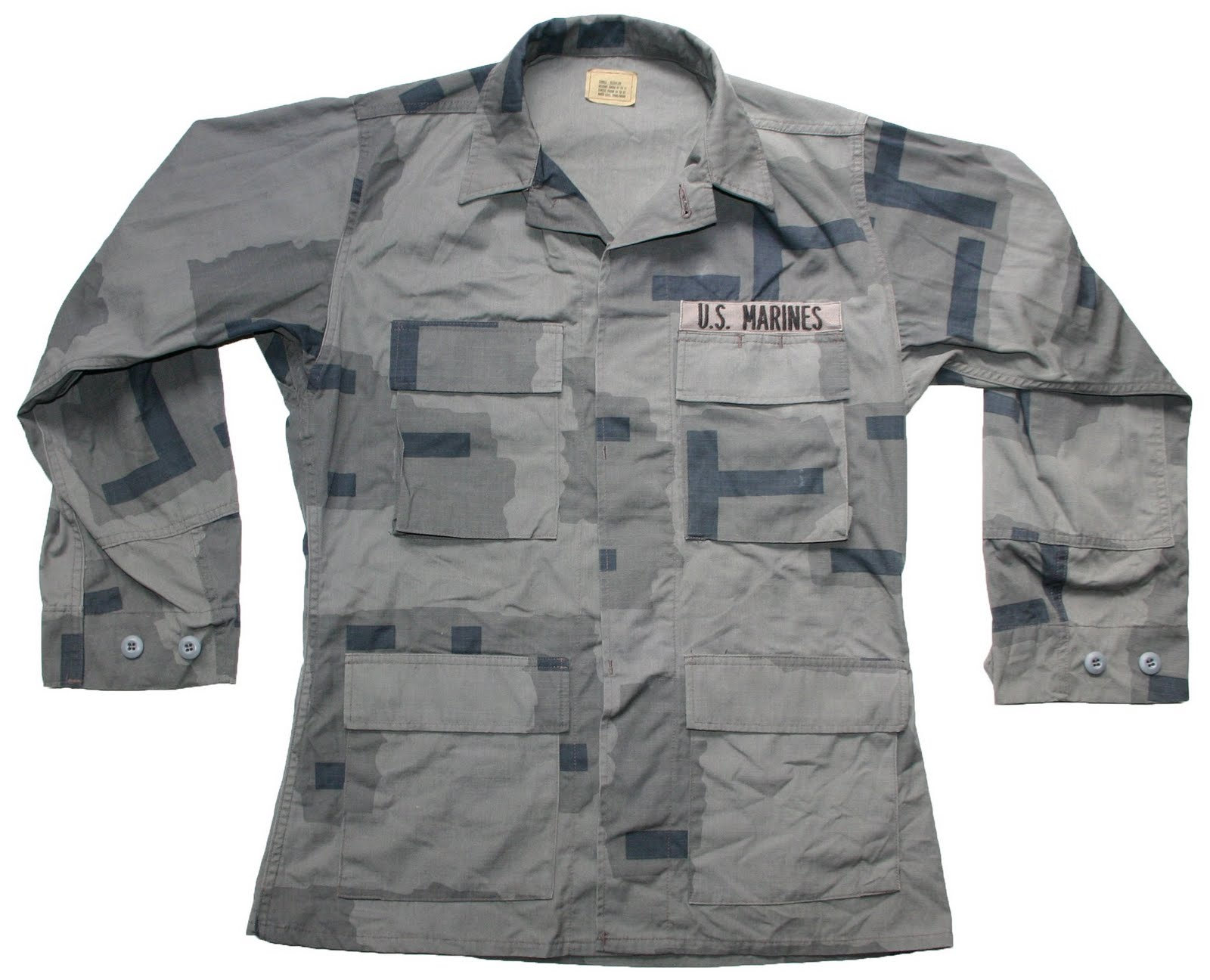
アメリカ軍のMOUTプログラムで開発されたTパターン戦闘服
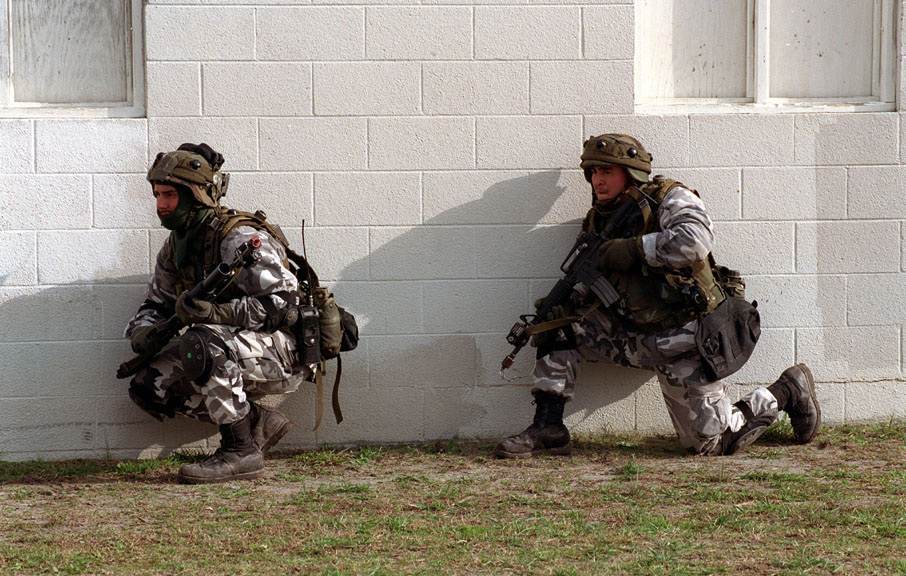
米軍標準であるウッドランドパターンの都市迷彩色バージョンの戦闘服を着用して市街戦演習『アーバン・ウォリアー』に参加する海兵隊員、1998年。
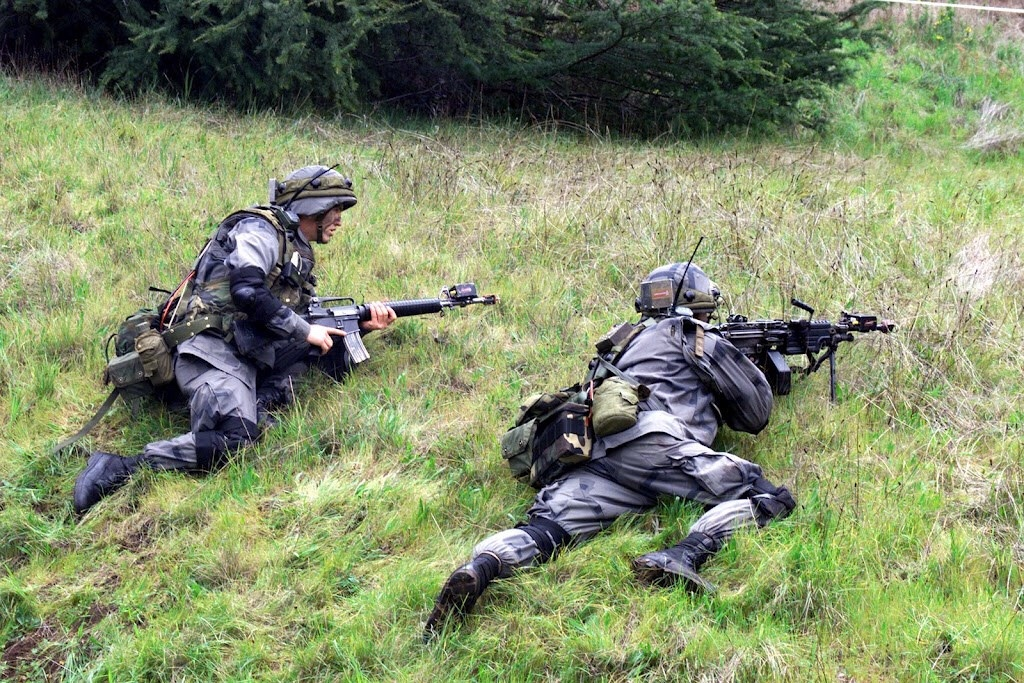
試作されたMOUT Tパターン戦闘服を着用して『アーバン・ウォリアー』に参加する海兵隊員、1999年。